# Perigea pectinata
Perigea pectinata là một loài bướm đêm trong họ Noctuidae.